# Die Zähmung der Hydra
Die Zähmung der Hydra ist das bislang einzige Musikalbum von „shaban feat. Käptn Peng“, einer Band der Brüder Johannes und Robert Gwisdek. Es erschien 2012 auf dem eigenen Label Kreismusik. Beide Musiker sind heute Teil der Band Käptn Peng & die Tentakel von Delphi.

## Titelliste
| Nr.          | Titel                               | Länge   |
| ------------ | ----------------------------------- | ------- |
| 1.           | Sein Name sei Peng                  | 5:47    |
| 2.           | OHA                                 | 4:22    |
| 3.           | Kampf mit der Hydra                 | 6:38    |
| 4.           | Sie mögen sich                      | 6:52    |
| 5.           | Parantatatam                        | 4:00    |
| 6.           | Die Störung                         | 4:20    |
| 7.           | Haus brennt                         | 4:23    |
| 8.           | werbistich                          | 6:25    |
| 9.           | Anfangen Aufhören Auffangen Anhören | 3:10    |
| 10.          | Keine Ahnung                        | 4:09    |
| 11.          | Kündigung 2.0                       | 3:07    |
| 12.          | Flotten von Mutanten                | 4:12    |
| 13.          | Von Form zu Form                    | 3:34    |
| 14.          | Der Stein des Wahnsinns             | 4:23    |
| 15.          | Alles ist Käptn                     | 3:06    |
| Gesamtlänge: | Gesamtlänge:                        | 1:08:37 |

## Rezeption
Thomas Winkler vergab für den Musikexpress 5 von 6 Sternen. shaban und Käptn Peng beschritten „zwar kein Neuland, aber begrün[t]en eine verwüstete Einöde.“ Der Flow von Peng sei „ungleich rhythmischer“ als der von Maeckes und Cro, zudem greife er auf ein breiteres Themenspektrum zurück.
Die Zitty schrieb, „hinter der eingängigen, lebensfrohflotten Musik [lägen] sehr viele weitere Ebenen“. Käptn Peng verbände „den rhythmischrunden Flow von Nelly mit dem paranoiden Rollenspiel eines Eminem“. Dennoch bezeichnete das Magazin „das wahrhaftig großartige Debütalbum“ als „weitgehend einflussfrei[...]“.